# Henry Howard, XVIII conte di Suffolk

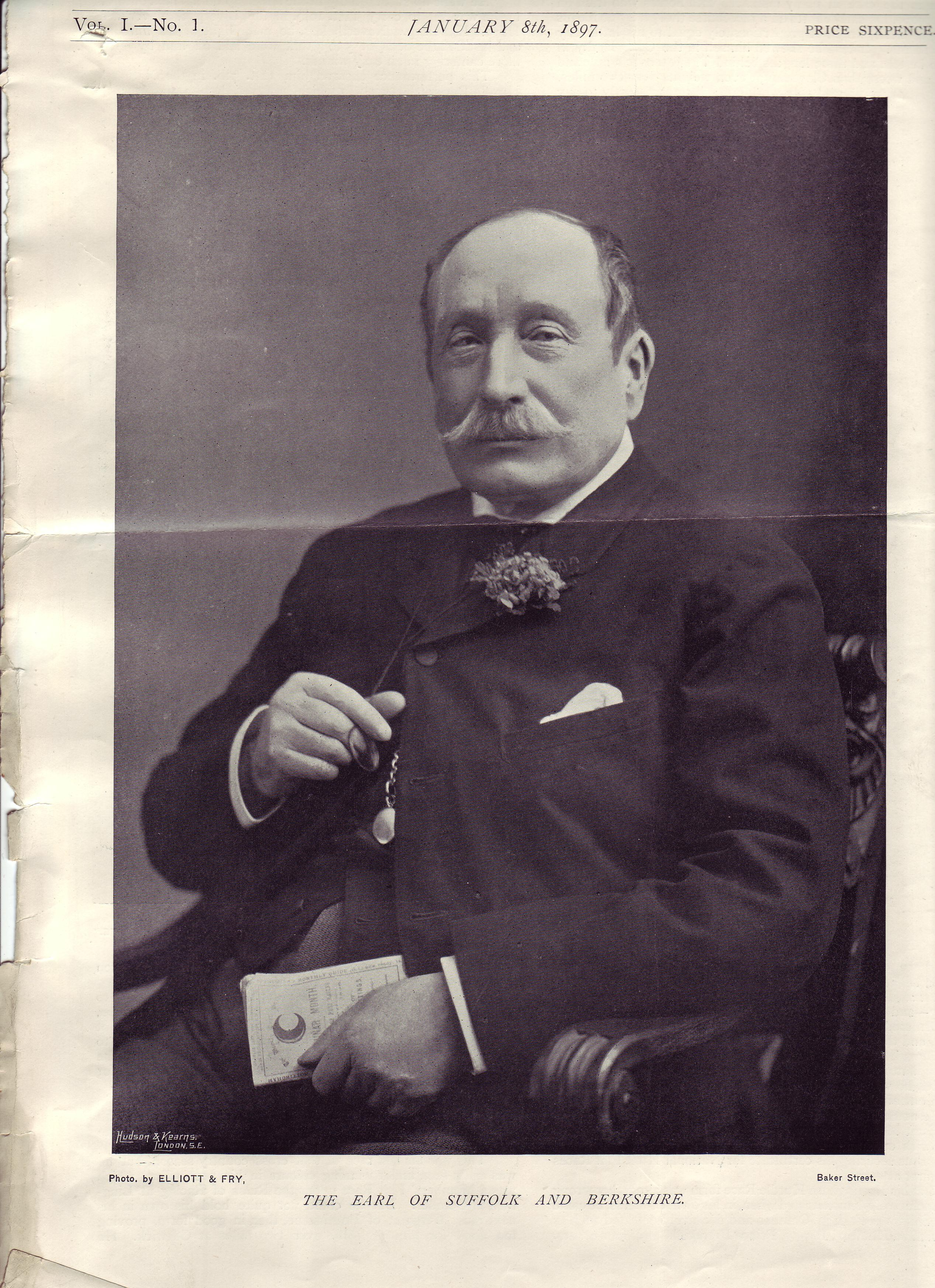
Henry Howard, XVIII conte di Suffolk, nel 1897

Henry Charles Howard, XVIII conte di Suffolk (10 settembre 1833 – 31 marzo 1898), è stato un nobile e politico britannico.

## Biografia
Era figlio di Charles Howard, XVII conte di Suffolk e di Isabella Catherine, figlia di Lord Henry Thomas Howard-Molyneux-Howard.
Nel 1859 venne eletto membro del parlamento per il Malmesbury.
Venne poi rieletto nel 1865 e perse le elezioni nel 1868.
Nel 1876 succedette a suo padre divenendo conte di Suffolk ed entrando a far parte della Camera dei Lord. Fu anche membro del Wiltshire County Council dal 1889.
Appassionato di sport, pubblicò un'Enciclopedia dello sport nel 1898.
Sposò Mary Eleanor Lauderdale, figlia di Henry Amelius Coventry, nel 1868. La coppia ebbe sei figli:
- Lady Mary Muriel Sophie Howard (1º marzo 1870 – 19 febbraio 1938), sposò il primo cugino Henry Robert Beauclerk Coventry;
- Lady Eleanor Mabel Howard (11 febbraio 1873 – 9 marzo 1945), sposò Lionel Byng, figlio di George Byng, II conte di Strafford nel 1902; sposò il secondo marito Henry Atkinson nel 1922;
- Lady Agnes Isabel Howard (30 giugno 1874–1970), sposò Arthur Poynter nel 1917;
- Henry Molyneux Paget Howard, IX conte di Suffolk (1877–1917);
- Lady Katherine Millicent Howard (10 settembre 1883 – 1º aprile 1961);
- Hon. James Knyvett Estcourt Howard (1º maggio 1886 – 5 dicembre 1964), sposò Nancy Lubbock.

Morì nel 1898 all'età di 64 anni e gli succedette il figlio.

## Ascendenza
|                                           |              |                                  | Genitori                       |  |  | Nonni |  |  | Bisnonni                         |  |  | Trisnonni     |  |
|                                           |              |                                  |                                |  |  |       |  |  | John Howard, XV conte di Suffolk |  |  | Philip Howard |  |
|                                           |              |                                  |                                |  |  |       |  |  | John Howard, XV conte di Suffolk |  |  | Philip Howard |  |
|                                           |              | Margaret Screen                  |                                |  |  |       |  |  | John Howard, XV conte di Suffolk |  |  |               |  |
| Thomas Howard, XVI conte di Suffolk       |              |                                  |                                |  |  |       |  |  | John Howard, XV conte di Suffolk |  |  |               |  |
|                                           |              | Julia Gaskarth                   | John Gaskarth                  |  |  |       |  |  |                                  |  |  |               |  |
|                                           |              | Julia Gaskarth                   | John Gaskarth                  |  |  |       |  |  |                                  |  |  |               |  |
|                                           |              | Julia Gaskarth                   | Catherine Bolton               |  |  |       |  |  |                                  |  |  |               |  |
| Charles Howard, XVII conte di Suffolk     |              | Julia Gaskarth                   |                                |  |  |       |  |  |                                  |  |  |               |  |
|                                           |              | James Dutton, I barone Sherborne | James Lenox Dutton             |  |  |       |  |  |                                  |  |  |               |  |
|                                           |              | James Dutton, I barone Sherborne | James Lenox Dutton             |  |  |       |  |  |                                  |  |  |               |  |
|                                           |              | James Dutton, I barone Sherborne | Jane Bond                      |  |  |       |  |  |                                  |  |  |               |  |
| Elizabeth Jane Dutton                     |              | James Dutton, I barone Sherborne |                                |  |  |       |  |  |                                  |  |  |               |  |
|                                           |              | Elizabeth Coke                   | Wenman Coke                    |  |  |       |  |  |                                  |  |  |               |  |
|                                           |              | Elizabeth Coke                   | Wenman Coke                    |  |  |       |  |  |                                  |  |  |               |  |
|                                           |              | Elizabeth Coke                   | Elizabeth Chamberlayne         |  |  |       |  |  |                                  |  |  |               |  |
| Henry Howard, XVIII conte di Suffolk      |              | Elizabeth Coke                   |                                |  |  |       |  |  |                                  |  |  |               |  |
|                                           | Henry Howard | Bernard Howard                   |                                |  |  |       |  |  |                                  |  |  |               |  |
|                                           | Henry Howard | Bernard Howard                   |                                |  |  |       |  |  |                                  |  |  |               |  |
|                                           | Henry Howard | Anne Roper                       |                                |  |  |       |  |  |                                  |  |  |               |  |
| Henry Howard-Molyneux-Howard              | Henry Howard |                                  |                                |  |  |       |  |  |                                  |  |  |               |  |
|                                           |              | Juliana Molyneux                 | William Molyneux, VI baronetto |  |  |       |  |  |                                  |  |  |               |  |
|                                           |              | Juliana Molyneux                 | William Molyneux, VI baronetto |  |  |       |  |  |                                  |  |  |               |  |
|                                           |              | Juliana Molyneux                 | Anne Challand                  |  |  |       |  |  |                                  |  |  |               |  |
| Isabella Catherine Howard-Molyneux-Howard |              | Juliana Molyneux                 |                                |  |  |       |  |  |                                  |  |  |               |  |
|                                           |              | Edward Long                      | Samuel Long                    |  |  |       |  |  |                                  |  |  |               |  |
|                                           |              | Edward Long                      | Samuel Long                    |  |  |       |  |  |                                  |  |  |               |  |
|                                           |              | Edward Long                      | Mary Tate                      |  |  |       |  |  |                                  |  |  |               |  |
| Elizabeth Long                            |              | Edward Long                      |                                |  |  |       |  |  |                                  |  |  |               |  |
|                                           |              | Mary Ballard Beckford            | Thomas Beckford                |  |  |       |  |  |                                  |  |  |               |  |
|                                           |              | Mary Ballard Beckford            | Thomas Beckford                |  |  |       |  |  |                                  |  |  |               |  |
|                                           |              | Mary Ballard Beckford            | Mary Elizabeth Byndloss        |  |  |       |  |  |                                  |  |  |               |  |
|                                           |              | Mary Ballard Beckford            |                                |  |  |       |  |  |                                  |  |  |               |  |